# 畢爾肯企業管理學院
畢爾肯企業管理學院隸屬於畢爾肯大學；經AACSB認證，為目前土耳其一國教學成果最受稱道的商學院。
畢爾肯提供理學士學位予本科生及企業管理（MBA）、理學碩士和博士學位予研究生。

## 學士課程
學士課程的重心在提供學子畢業後，在校所學能應用於商務。由於市場競爭型態不一，在校培養實際的遠見、彈性和調適能力，對職場生涯與發展才有幫助。

## 碩士以上課程
碩士班和博士班的學術重點在於提供學子研究財金、行銷、營運管理、決策學等專題以輔工商界的實踐。

## 外部連結
- 畢爾肯大學－企業管理學院